# MAGICAL STREAM
『MAGICAL STREAM』（マジカル・ストリーム）とは、かつてα-STATIONで長年放送されていたラジオ番組である。
1994年4月放送開始。いわゆる「アーティストDJ番組」として、深夜に放送されていた。当初は、男性2人組ユニットのNICE MUSICがDJを務める週1回の2時間番組であった。1995年4月からは、毎週月～金曜日に拡大された(中断期間あり)。2006年3月、局の移転に伴う番組改編に伴い番組枠が解消された。

## 番組を担当したアーティストと放送時間の変遷

### 1994年4月～1995年3月
4月～6月は土曜日26:00～28:00、7月から3月まではGIFT OF THE HEART開始に伴い26:00～27:00に短縮。
- NICE MUSIC

### 1995年4月～2006年3月
24:00～25:00

#### 月曜日
- 区麗情 (1995年4月～1996年9月)
- festa mode (1996年10月～1997年3月)
- Seven Steps to Heaven (1997年4月～1998年3月)

1998年4月～1999年3月、番組枠なし。
- 平井堅 (1999年4月～6月)
- BOAT (1999年7月～9月)
- 上新功祐 (1999年10月～2000年6月)
- ミズノマリ (paris match・2000年7月～2001年9月)
- LUVandSOUL (α-Image Artist Programから移動。2001年10月～2004年3月)
- meister (the brilliant greenの松井亮のソロプロジェクト。2004年4月～2004年12月)
- 榊原大 (DIRECT WAVE(水曜日25:00～26:00)から移動。2005年1月～2006年3月。担当番組(SURPUS DIRECT WAVE)自体は継続中)

#### 火曜日
- NICE MUSIC (土曜日から移動。1995年4月～1996年3月)
- 川村結花 (PARKSIDE JAMから移動。1996年4月～1998年3月。4月以降はBoomim' Shovel(月曜26:00～27:00)に移動)

1998年4月～1999年3月、番組枠なし。
- SiLC (1999年4月～2000年3月)
- MINAMI (PARKSIDE JAMから移動。2000年4月～2000年9月)
- 小林直 (2000年10月～2001年1月)
- 奈津子 (2001年2月～3月)
- SOUL LOVERS (金曜日から移動。2001年4月～2002年2月)
- 京田未歩 (2002年3月)
- iORI (2002年4月～9月)
- SORA (2002年10月～12月)
- バンブー茂 (2003年1月～12月)
- ji ma ma (2004年1月～6月)
- 未映子 (2004年7月～2005年12月)
- 松本晃彦 (2006年1月～2006年3月。担当番組(SOUNDS OF LIGHTS)自体は2006年12月まで継続)

#### 水曜日
- 持田真樹 (GIFT OF THE HEART(土曜27:00～28:00)から移動。1995年4月～1996年9月)
- ACO (1996年10月～1997年3月)
- 篠原りか (1997年4月～1998年3月)

1998年4月～1999年3月、番組枠なし。
- 織川ヒロタカ (1999年10月～1999年9月)
- Cymbals (1999年10月～2000年9月)
- Treasure of HEAVEN (2000年10月～12月)
- SHUUBI (2001年1月～2002年3月)
- 高瀬大介 (2003年4月～9月)
- Yae (PARKSIDE JAMから移動。2002年10月～2005年3月)
- 木住野佳子 (2005年4月～9月)
- チェン・ミン (2005年10月～12月)
- ARIA (2006年1月～2006年3月。担当番組(TURN IT UP!!)自体は枠移動の上2007年3月まで継続)

#### 木曜日
- 種ともこ (1995年4月～1996年3月)
- b-flower (金曜日から移動。1996年4月～1996年9月)
- 小林宏至 (1996年10月～1997年3月)
- バーベQ和佐田 (爆風スランプ・1997年4月～1998年3月)

1998年4月～1999年3月、番組枠なし。
- 比屋定篤子 (1999年1月～9月)
- 大木彩乃 (PARKSIDE JAMから移動。1999年10月～2001年12月。α-Image Artist Program担当のため降板)
- flex life (2002年1月～2003年3月)
- myu: (2003年4月～9月)
- bird (2003年10月～12月)
- 川口大輔 (2004年1月～3月)
- 藤田悠治 (2004年4月～12月)
- KOTO (2005年1月～12月)
- SISTER KAYA (2006年1月～3月)

#### 金曜日
- b-flower (1995年4月～1996年3月。4月以降は木曜日に移動)

1996年4月～1996年9月、番組枠なし。
- 牧穂エミ (1996年10月～1997年9月)
- TIMESLIP-RENDEZVOUS (1997年10月～1998年3月)

1998年4月～2000年3月、番組枠なし。
- SOUL LOVERS (2000年4月～2001年3月。4月以降は火曜日に移動)

2001年4月～2005年3月、番組枠なし。
- capsule (2005年4月～12月)
- sprout (2006年1月～3月。